# 1628 v loďstvech
Tento článek obsahuje významné události v oblasti loďstev v roce 1628.

## Události
10. srpna – Švédská válečná loď Vasa se potopila při své první plavbě, aniž by urazila více než jednu námořní míli.

## Lodě vstoupivší do služby
- Vasa – 64dělová válečná loď